# Mariner 2
Mariner 2, en interplanetarisk rymdsond byggd av den amerikanska rymdflygsstyrelsen NASA, var den andra i en serie om 12 planerade sonder (sedermera 10 då de två sista sonderna döptes om till Voyager) i Marinerprogrammet. Mariner 2 var en reservsond för Mariner 1 i händelse av att det uppdraget inte kunde genomföras. Mariner 1 förstördes kort efter uppskjutningen.
Mariner 2 blev den första konstgjorda rymdsonden att göra en förbiflygning av en annan planet.

## Huvuduppdrag
Sonden sköts upp den 27 augusti 1962 med planeten Venus som mål. Väl framme skulle diverse vetenskapliga mätningar genomföras av till exempel magnetfält, partiklar och strålning, atmosfäriska egenskaper samt planetens massa. Mätningar i rymden mellan planeterna genomfördes också.
Informationen Mariner 2 sände tillbaka indikerade att Venus rotationshastighet mycket sakta minskar, att planeten har en tjock koldioxidatmosfär, samt hög temperatur och högt atmosfäriskt tryck vid ytan. Det upptäcktes även att Venus inte har ett mätbart magnetfält. Planetens massa kunde uppskattas med högre precision och värdet på den astronomiska enheten (AU) kunde preciseras. Man förlorade kontakten med Mariner den 3 januari, 1963. 
Rymdsonden befinner sig nu i en heliocentrisk bana runt solen.

## Utrustning

### Strömförsörjning
Mariner 2 var försedd med två solpaneler, 183 × 76 cm respektive 152 × 76 cm. Den kortare panelen var försedd med ett litet solsegel för att utjämna solvindskrafter. Sonden innehöll även ett 1 kWh silver-zinkbatteri som laddades från solpanelerna. Batteriet användes som kraftkälla i situationer där solpanelerna inte användes, till exempel innan de fällts ut, i skugga eller under hög last.

### Kommunikation
För kommunikation med jorden användes en 3 W radiosändare och en parabolantenn.

### Manövrering
En 225 N monopropellantmotor och kvävgasdysor användes för kursjusteringar.

### Fotnoter
1. ↑  ”NASA Space Science Data Coordinated Archive” (på engelska). NASA. https://nssdc.gsfc.nasa.gov/nmc/spacecraft/display.action?id=1962-041A. Läst 24 mars 2020.